# Eudorylas subtilis
Eudorylas subtilis är en tvåvingeart som först beskrevs av Hardy 1943.  Eudorylas subtilis ingår i släktet Eudorylas och familjen ögonflugor. Inga underarter finns listade i Catalogue of Life.